# Tatu Backman
Tatu Backman (* 14. Dezember 1979 in Pyhäjoki) ist ein finnischer Eishockeyspieler, der zuletzt bei Kiekko-Laser in der Mestis unter Vertrag stand.

## Karriere
Tatu Backman begann seine Karriere als Eishockeyspieler in der Mestis, der zweithöchsten Spielklasse Finnlands, in der er von 2000 bis 2005 für KooKoo Kouvola, Hermes Kokkola und Sport Vaasa aktiv war. Anschließend zog es den Angreifer in die dänische AL-Bank Ligaen, wo er zwei Jahre lang für die Herlev Hornets und eine Spielzeit lang für die Frederikshavn White Hawks spielte. Vor der Saison 2008/09 kehrte Backman nach Finnland zurück, wo er einen Vertrag beim amtierenden finnischen Meister Kärpät Oulu in der SM-liiga erhielt und am Saisonende Vize-Meister wurde, wobei er in den Playoffs nicht zum Einsatz kam.
Die Saison 2009/10 verbrachte er bei Kiekko-Laser in der Mestis.

## Erfolge und Auszeichnungen
- 2009 Finnischer Vizemeister mit Kärpät Oulu

## Statistik
(Stand: Ende der Saison 2009/10)